# ال‌جی شکلات وی‌ایکس۸۵۵۰
ال‌جی شکلات وی‌ایکس۸۵۵۰ (به انگلیسی: LG Chocolate (VX8550))، یک‌نمونه از گوشی‌های تلفن همراه سری وریزون مدل‌های سی‌دی‌ام‌آ (به انگلیسی: Verizon CDMA Models (VX)) شرکت ال‌جی الکترونیکس می‌باشد که توسط همین شرکت به بازار عرضه شده‌است. 